# 알도 프로티
알도 프로티(Aldo Protti, 1920년 7월 19일 ~ 1995년 8월 10일)는 특히 이탈리아 레파토리와 연관된 이탈리아의 바리톤 오페라 가수이다.
1959년에 <오텔로>의 야아고, 1961년의 <리골레토>의 타이틀 롤인 델 모나코와 협연한 <어릿광대>, 1963년의 <세비야의 이발사>의 피가로 등의 명연으로 널리 알려진 바리톤 가수. 크레모나에서 태어난 그는 거의 독학으로 공부하였으며 1948년의 이탈리아 방송협회가 주최하는 콩쿠르에 레나타카 페키와 함께 입상, 그 해 페사로에서 <세비야의 이발사>의 피가로로 데뷔하였다. 1950년에는 <아이다>의 아모나스로 역으로 라 스칼라 극장에서 델 모나코 및 테발디와 협연하였다. 그 후 카라얀의 초청을 받아서 때때로 빈 국립가극장에 출연하였다. 후에는 스위스의 취리히 가극장을 중심으로 활약하였으며, 그 부드럽고 풍부한 목소리와 극적 표현에는 정평이 따랐다.